# فلسطين الثورة
فلسطين الثورة هي المجلة المركزية الناطقة باسم منظمة التحرير الفلسطينية، صدر العدد الأول منها في الربع الثاني من عام 1972 في بيروت.
بناءًا على توصيات الدورة العاشرة للمجلس الوطني الفلسطيني تم توحيد أجهزة إعلام منظمات المقاومة الفلسطينية في جهاز مركزي واحد «جهاز الإعلام الموحد» بهدف الحد من التبعية الإعلامية والثقافية. جاءت مجلة «فلسطين الثورة» في حينها لتعبر عن منظمات المقاومة الفلسطينية مجتمعة. وبدأت كدورية أسبوعية ثم تحولت إلى صحيفة يومية في العام 1976.
تولى كمال ناصر، الناطق الرسمي باسم اللجنة التنفيذية للمنظمة، رئاسة التحرير حتى إغتياله؛ وبعدها حل محله حنا مقبل في تحرير المجلة وإستمرارها على خطها الثوري الصريح الرافض لأشكال المساومة حتى نهاية 1973. عين بعدها أحمد عبد الرحمن ونحى خط المجلة إلى الدفاع عن برنامج الحل المرحلي وأدى ذلك إلى انسحاب مندوبي عدد من فصائل المقاومة من هيئة تحريرها، وجهاز الإعلام الموحد، مما أبقاها إلى حد ما حكرًا لحركة فتح.
تولى رشاد عبد الحافظ رئاسة تحرير المجلة حتى اغتياله في بيروت من قبل إسرائيل بتاريخ 24 أبريل 1976، كما عمل سميح سمارة سكرتيرًا لتحريرها.
بعد انسحاب المقاتلين الفلسطينيين من بيروت، استأنفت المجلة الصدور في العاصمة القبرصية نيقوسيا أواخر عام 1982، حيث تولى تحريرها أحمد عبد الرحمن وحسن البطل. نشر بالمجلة مجموعة من الصحفيين والأدباء والفنانين منهم: معين بسيسو، عز الدين المناصرة، مي الصايغ، ميشيل النمري، نزيه أبو نضال، حسني رضوان.
مع عودة القيادة الفلسطينية إلى الضفة والقطاع، توقفت المجلة عن الصدور سنة 1994.

## التاريخ
تأسست صحيفة فلسطين الثورة عام 1972 وصدر عددها الأول في 28 حزيران/يونيو من ذلك العام. وقد نجحت الصحيفة في نشر مجلة أخرى لمنظمة التحرير الفلسطينية بعنوان فتح والتي ظهرت بين عامي 1970 و1972. بدأت صحيفة فلسطين الثورة عندما شكلت منظمة التحرير الفلسطينية وحدة إعلامية موحدة بهدف وضع استراتيجية إعلامية وتواصلية موحدة. صدرت المجلة أسبوعيًا وكان مقرها في بيروت. وكان رئيس تحريرها المؤسس كمال ناصر الذي شغل المنصب حتى اغتاله عملاء إسرائيليين في 10 أبريل 1973. وقد خلفه في المنصب أحمد عبد الرحمن حيث استمرّ رئيس تحريرٍ لها حتى عام 1994 عندما توقفت الصحيفة عن الصدور. ومن الجدير بالذكر أن مركز المعلومات التابع لمنظمة التحرير الفلسطينية تولّى نشر الصحيفة.
كان ياسر عرفات يقرأ كل مقال افتتاحي ينشر في صحيفة فلسطين الثورة. وكان له عمود منتظم فيها بعنوان زعيم الثورة. كما نشر محمود عباس مقالات في الصحيفة. وقد نشرت صحيفة فلسطين الثورة مقابلات منها مقابلة مع صلاح خلف في يونيو 1984. ترأس الشاعر الفلسطيني عز الدين المناصرة رئاسة تحرير القسم الثقافي في الأسبوعية. شملت الصحيفة قسماً بعنوان "اللاجئون يكتبون" ضم تصريحات أو قصائد للاجئين الفلسطينيين من بلدان مختلفة.
وفي عام 1976 زعم يوسف الهيثم أحد أعضاء الجبهة الشعبية لتحرير فلسطين أن صحيفة فلسطين الثورة قريبة من جماعة فتح . وقد قاموا بتوزيع المجلة في الدول العربية. كما وزّعوا صحيفة فلسطين الثورة بشكل سري في فلسطين حيث اعتقلت السلطات الإسرائيلية كل من قرأها أو حملها أو امتلكها. وقد تُرجمت بعض المقالات المنشورة في المجلة إلى اللغة الألمانية ونُشرت في المنشورات اليسارية الداعمة للفلسطينيين في منتصف سبعينيات القرن العشرين.
انتقل مقر الصحيفة إلى نيقوسيا فورًا بعد مغادرة منظمة التحرير الفلسطينية لبيروت في عام 1982. صدر العدد الأخير من صحيفة فلسطين الثورة في 17 يوليو 1994. وخلفتها صحيفة الحياة الجديدة التي صدرت لأول مرة في مدينة غزة في نوفمبر 1994.
أعداد فلسطين الثورة محفوظة لدى مركز الموارد الفلسطيني.